# Herrebøe Fayancefabrik

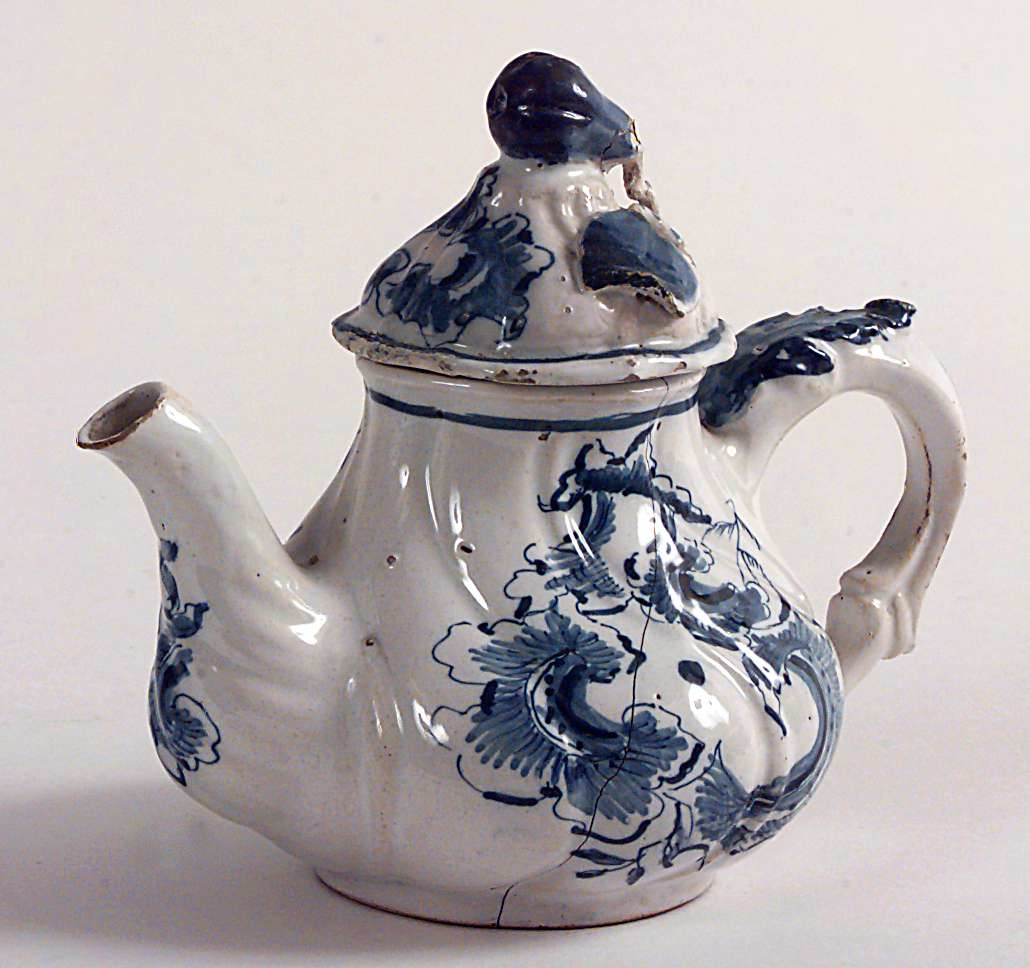
Tekanna fra Herrebøe Fajansefabrik, troligen från 1760-talet. Foto: Anne-Lise Reinsfelt, Norsk Folkemuseum, NF.1937-0613AB

Herrebøe Fayancefabrik var en fajanstillverkare vid Fredrikshald, grundlagd 1758 av Peter Hofnagel, som redan 1763 reste till Danmark för att grunda Østerbrofabriken i Köpenhamn. 1762 hade Herrebøe sålts och 1772.
Sin egen stil fick fabriken tack vare den 1760 inflyttade tysken H.C.F. Hosenfeller, som gjorde en insats av största betydelse i den nordiska fajanstillverkningen.
Bland övriga konstnärliga medarbetare märks J.G. Kriebe och skottarna Joseph och Gunder Large.
Föremål från Herrebøe kan i dag ses på Kunstindustrimuseet i Oslo och Borgarsyssel museum i Sarpsborg samt på Gottorps slott.